# Góry Samurskie
Góry Samurskie (ros. Самурский хребет, Samurskij chriebiet) – pasmo górskie w Paśmie Bocznym łańcuchu Wielkiego Kaukazu, w Rosji, w południowym Dagestanie. Rozciąga się na długości ok. 115 km od pasma Diultydag na południowym wschodzie, wzdłuż lewego brzegu rzeki Samur. Najwyższy szczyt pasma, Ałachundag, ma wysokość 3801 m n.p.m. Góry zbudowane są głównie z łupków ilastych. Wyższe partie są prawie całkowicie pozbawione roślinności; w niższych partiach występują łąki subalpejskie i alpejskie oraz roślinność stepowa. Na wschodzie występują szerokolistne lasy liściaste.